# Matematik 3
Matematik 3 är en gymnasiekurs i den svenska gymnasieskolan. Kursen omfattar 100 poäng och läses under en eller en och en halv termin eller ett läsår. Matematik 3 ersätter från och med läsåret 2011/12 kurserna Matematik C och Matematik D i och med läroplanen Gy11. Kursen är inte obligatorisk på alla program, men ingår i poängplanerna för naturvetenskapsprogrammet och teknikprogrammet. Kursen kan läggas till som individuellt val för alla som läst kursen Matematik 2.
Kursen är uppdelad i två spår, Matematik 3b och 3c, där 3c är det svåraste och är obligatorisk kurs på naturvetenskapsprogrammet och teknikprogrammet. Matematik 3b ersätter Matematik C och Matematik 3c ersätter Matematik D från och med läsåret 2011/12. Kursen bygger på Matematik 2 och följs av Matematik 4.
Kursen betygsätts med betygsskalan A-F där A är det högsta betyget, E är det lägsta godkända betyget och F motsvarar icke godkänt.